# Catantopsis malagassus
Catantopsis malagassus är en insektsart som först beskrevs av Heinrich Hugo Karny 1907.  Catantopsis malagassus ingår i släktet Catantopsis och familjen gräshoppor. Inga underarter finns listade i Catalogue of Life.